# Libythea labdaca
Libythea labdaca là một loài bướm trong phân họ Libytheinae được tìm thấy ở Tây và Trung châu Phi. Chúng tạo thành các đám di cư lên đến 1 tỷ con ở Ghana. 
Bướm bay về miền nam vào mùa xuân và lên phía bắc vào mùa hè.
Ấu trùng ăn Celtis (Celtis kraussiana and  C. sayauxii).